# VNAP
VNAP(Visual Novel Adventure Platform, 브이냅 혹은 비냅이라 읽음)은 amihkIV가 개발하여 공개한 무료 소프트웨어로, 어드벤처 게임과 비주얼 노벨을 쉽게 만들 수 있도록 해주는 게임 엔진이다. 2002년 3월 처음 공개되었고, 2005년 1월 30일 1.78 버전이 공개되었다. 대한민국의 많은 동인 게임 제작 팀이 이를 이용하여 게임을 만들었다.

## 특징
- 텍스트(txt) 파일에 간단한 명령어를 기술하여 글, 그림, 음악, 효과음 등을 출력할 수 있다.
- 그림 파일 포맷은 BMP와 PNG를 지원한다.
- 음악 파일 포맷은 WAV와 MP3를 지원한다. (OGG의 경우는 해당 컴퓨터에 코덱이 깔려 있어야 재생할 수 있다)
- 동영상 파일 포맷은 AVI와 SWF를 지원한다. (사용자의 컴퓨터에 동영상을 재생할 수 있는 코덱이나 플러그인이 설치되어 있어야 재생할 수 있다)
- 텍스트와 그림 파일을 전용 포맷인 UGU로 압축하여 저작권을 보호할 수 있다.
- 선택지, 플래그, 변수를 지원한다.
- RVPF라 불리는 플러그인 파일을 통해 비, 눈, 파도, 화면 회전 등 임의의 효과를 추가할 수 있다.

## VNAP으로 만든 게임
- Tears
- 뮤앤아이
- 홈리스
- 봄이 남아있던 자리
- 치타맨:전설의 시작
- 판타즈마
- 오덕후로소이다
- 그녀를 지키기 위해서
- 피랍일지 - 그남자로부터의 탈출
- 엄지위의 마리아
- 절규하는 메아리
- LoveOne